# Marc-Philippe Daubresse
Marc-Philippe Daubresse (ur. 1 sierpnia 1953 w Lille) – francuski polityk, minister, parlamentarzysta.

## Życiorys
Absolwent École centrale de Lille, następnie ukończył studia w instytucie administracji i przedsiębiorczości w Lille. Pełnił funkcję członka gabinetu politycznego ministra Norberta Segarda. Działał w Unii na rzecz Demokracji Francuskiej, w 2002 wraz z częścią liderów tej partii przeszedł do Unii na rzecz Ruchu Ludowego.
Obejmował szereg stanowisk w administracji terytorialnej. Od 1983 do 1988 był zastępcą mera Lambersart. W 1988 został burmistrzem tej miejscowości. W latach 1986–1992 zasiadał w radzie regionu Nord-Pas-de-Calais. W 1992 po raz pierwszy uzyskał mandat posła do Zgromadzenia Narodowego. Reelekcję uzyskiwał w wyborach w 1993, 1997, 2002, 2007 i 2012. W latach 2002–2004 pełnił funkcję wiceprzewodniczącego tej izby parlamentu.
Od marca 2004 do października 2004 był sekretarzem stanu ds. mieszkalnictwa, następnie do maja 2005 ministrem delegowanym przy ministrze pracy odpowiedzialnym za mieszkalnictwo i sprawy miast. W marcu 2010 został ministrem ds. młodzieży i aktywizacji w drugim rządzie François Fillona. Pełnił tę funkcję do listopada 2010. W 2017 wybrany w skład francuskiego Senatu (reelekcja w 2023).